# Beverley Randolph
Beverley Randolph (* 11. September 1765 auf Turkey Island im Henrico County, Colony of Virginia; † 7. Februar 1797 im Cumberland County, Virginia) war ein US-amerikanischer Politiker und von 1788 bis 1791 Gouverneur von Virginia.
Beverley Randolph war der Sohn von Peter und Lucy (geborene Bolling) Randolph. Er studierte am College of William & Mary in Williamsburg und heiratete 1775 Martha Cocke. Während des Unabhängigkeitskrieges diente er in der Miliz. Er war Mitglied der Virginia Assembly und von 1777 bis 1780 Mitglied des House of Delegates. Randolph wurde 1788 zum Gouverneur von Virginia gewählt. Er war der erste Gouverneur, seit Virginia zu einem Bundesstaat der Vereinigten Staaten geworden war, und übte sein Amt nach zweimaliger Bestätigung durch die Staatslegislative bis zum 1. Januar 1791 aus. Während dieser Zeit spaltete sich Kentucky als eigenständiger Bundesstaat von Virginia ab.
Beverley Randolph starb auf seiner Farm nahe Green Creek im Cumberland County und wurde auf dem Westview-Friedhof beigesetzt.